# Liesa Schrinner
Liesa Schrinner (* 1. Dezember 1993) ist eine deutsche Schauspielerin.

## Leben
Schrinner war Darstellerin in der Kinder- und Jugendserie Schloss Einstein, in der sie von Anfang 2008 bis Ende 2010 die Rolle der Vivien Morante spielte. Sie gehörte in der Serie zum Hauptcast.
Schrinner lebt in der Nähe von Erfurt.